# Клас Верінґ
Клас Верінґ (нід. Klaas Veering, 26 вересня 1981) — нідерландський хокеїст на траві.
Срібний призер Олімпійських Ігор 2004 року.
Срібний призер Чемпіонату Європи 2005 року.
Переможець Трофею чемпіонів 2003, 2006 років, срібний призер 2004, 2005 років.